# Franz W. Seidler
Franz Wilhelm Seidler (2. března 1933 Vítkov, Československo) je německý historik, spisovatel a expert na německou vojenskou historii. Je emeritním profesorem novověku na mnichovské vojenské univerzitě.
Ve svém výzkumu se zaměřuje na otázky týkající se německého vojenského personálu, válečné zločiny, partyzánský boj a poválečné odzbrojování.

## Život
Franz W. Seidler se narodil na území Československa do rodiny sudetských Němců. Ještě jako dítě byl po válce se svoji rodinou odsunut z Československa a coby uprchlík přišel do západního Německa.
V letech 1951 až 1956 studoval historii, němčinu a angličtinu na Mnichovské univerzitě, Univerzitě v Cambridgi a Pařížské univerzitě. Po škole pracoval jako zaměstnanec veřejné správy Bádenska-Württemberska (1956-1959). Později působil jako zástupce ředitele Bundeswehrfachschule v Kolíně (1959-1963). V letech 1963 až 1968 byl zaměstnán německým ministerstvem obrany, kde získal pozici poradce na oddělení správy a práva. V následujících letech, 1968 až 1972 byl vědeckým ředitelem na Heeresoffiziersschule München. V roce 1972 navštěvoval NATO Defense College v Římě.
Od roku 1973 až do své penze v roce 1998 byl profesorem novověku (částečně taky sociální a vojenské historie) na Universität der Bundeswehr München. V devadesátých letech působil také jako poradce pro CDU/CSU ve spolkovém sněmu.

## Publikace
- Kriegsverbrechen in Europa und im Nahen Osten im 20. Jahrhundert, ss A.-M. de Zayas. Mittler & Sohn, 2002. ISBN 3-8132-0702-1 a ISBN 978-3-8132-0702-6.
- Die Militärgerichtsbarkeit der deutschen Wehrmacht 1939–1945, München: Herbig-Verlag 1991. TB 1999: ISBN 978-3-926584-60-1.
- Verbrechen an der Wehrmacht, Selent: Pour le Mérite Verlag, 1998 a 2000, 2 Bände, ISBN 3-932381-03-3 a ISBN 3-932381-05-X
- Die Wehrmacht im Partisanenkrieg - Militärische und völkerrechtliche Darlegungen zur Kriegsführung im Osten, Selent: Pour le Mérite Verlag, 1999, ISBN 3-932381-04-1
- Prostitution, Homosexualität, Selbstverstümmelung. Probleme der deutschen Sanitätsführung 1939–1945. Vowinckel-Verlag, Neckargemünd 1977, ISBN 3-87879-122-4.

### Články
- Vergewaltigung des Rechts, in: Deutsche Militärzeitschrift, 8. prosince 2010.